# استفانو گرکو
استفانو گرکو (انگلیسی: Stefano Greco؛ زادهٔ ۲۱ فوریهٔ ۱۹۹۹) بازیکن فوتبال است.
وی همچنین در تیم‌های ملی فوتبال زیر ۱۵ سال ایتالیا، زیر ۱۶ سال ایتالیا، زیر ۱۷ سال ایتالیا، و زیر ۱۸ سال ایتالیا بازی کرده‌است.